# Amédée Méreaux
Jean-Amédée Lefroid de Méreaux (18 september 1802 - 25 april 1874) was een Franse componist, pianist, pianoleraar, musicoloog en muziekcriticus. Hij is vooral bekend om zijn 60 Grandes Études, Op. 63.

## Familiegeschiedenis
Amédée Méreaux kwam uit een familie van muzikanten. Zijn vader, Joseph-Nicolas Lefroid de Méreaux, componeerde voor piano en orgel, zijn grootvader Nicolas-Jean Lefroid de Méreaux, componeerde voornamelijk opera's. Verder terug is er nog een generatie bekend; De overgroot vader van Méreaux, Pierre Lefroid de Méreaux, en de overgrootmoeder van Méreaux waarvan haar naam onbekend is.
Volgens Antoine François Marmontel was de vader van Méreaux "een professor van goede verdienste, in voortdurende relaties met alle muzikale beroemdheden van die tijd". De familie Lefroid de Méreaux leek een bovengemiddelde status te hebben in de Franse samenleving, wat voortkwam uit het feit dat zowel de vader als de grootvader van Méreaux professoren waren geweest met hun eigen respectievelijke muzikale reputatie. Als dit niet het geval was geweest dan zouden ze ook geen connecties hebben gehad met de aristocratie in die tijd. Het is aannemelijk dat Méreaux zelf op jonge leeftijd optrad voor de aristocrate, aangezien een handvol vroege werken van Méreaux zijn opgedragen aan edellieden en barones.
Zijn familie was ook in het bezit van een grote collectie 17e-eeuwse muziek, die werd doorgegeven via zijn grootvader.

## Leven en carrière
Jean-Amédée Lefroid de Méreaux werd geboren als zoon en eerste kind van Joseph-Nicolas Lefroid de Méreaux en Marie Angélique-Félicité Blondel (1774-1840), dochter van de advocaat Jean Blondel (1733-1810),  op 18 september in Parijs. Zijn grootvader, Nicolas-Jean Lefroid de Méreaux (1745–1797), was een componist van opera's en oratoria.
De ouders van Méreaux - vooral zijn moeder - wilden dat hij een carrière in de advocatuur zou nastreven, dus kreeg hij op jonge leeftijd een zeer zorgvuldige opleiding. Naast deze opleiding leerde zijn vader hem piano spelen. Louise-Eugénie Lefroid de Méreaux (1808-1892), zijn zus, werd op 28 februari 1808 geboren. De relatie die zij met elkaar hadden is onbekend, maar de Fantaisie et variaties, Op. 11, en L'Inquiétude, Op. 20 van Méreaux zijn beide aan haar opgedragen.
Op tienjarige leeftijd kreeg Méreaux harmonieleer van Anton Reicha. Gedurende deze periode maakte hij snel vorderingen in het pianospel en ging hij studeren aan het Lycée Charlemagne, waar hij datzelfde jaar de eerste prijs ontving op een pianoconcours. Het was duidelijk dat Méreaux een carrière in de muziek wilde nastreven in plaats van in de advocatuur, dus plaatsten zijn ouders - vooral zijn moeder - zijn ambitie in de muziek boven het werken in de advocatuur.
Toen Méreaux amper 14 jaar oud was liet zijn vader zijn eerste werken publiceren. Dit lukte waarschijnlijk dankzij zijn connecties als muzikant. Na zijn studie aan het Lycée Charlemagne leerde Méreaux contrapunt en compositie bij Reicha, mogelijk aan het Conservatoire de Paris in 1815, aangezien Reicha daar sinds 1809 docent was.
Zijn composities staan bekend om hun enorme moeilijkheidsgraad – Marc-André Hamelin vond Méreaux's werken moeilijker dan die van Charles-Valentin Alkan. Zijn bekendste werk is zijn 60 Grandes Études, Op. 63. Van dit album is de etude "Bravura", Op. 63 nr. 24, het moeilijkst. Dit werk heeft passages waarin de twee handen van de pianist elkaar bij elke trilling tegelijkertijd kruisen, met de snelheid van kwartnoot = 100. Niet al zijn werken hebben echter zulke moeilijkheden.
Hoewel zijn werken door sommigen, waaronder Hamelen, als onmuzikaal worden beschouwd , wordt deze opvatting niet door iedereen gedeeld. Ondanks zijn huidige onbekendheid, zijn sommige van zijn Op. 63 etudes opgenomen in pianocollecties onder redactie van Isidor Philipp, en is er een straat in Rouen naar hem vernoemd. In 2011 zijn vijf van zijn Op. 63 etudes opgenomen door Cyprien Katsaris.
Als musicoloog staat hij bekend om zijn studie Les Clavecinistes de 1637 à 1790, geschreven tussen 1864 en 1867. Een van zijn leerlingen was Charlotte Tardieu, met wie hij later optrad.
Hij overleed in Rouaan in 1874.

## Werken
Lijst van werken in volgorde
- Op. 1 – La Biondina. (ca. 1815/1816)
- Op. 2 – Rondeau pastoral. (ca. 1815/1816)
- Op. 3 – Polonaise brillante. (ca. 1815/1816)
- Op. 4 – Air créole.
- Op. 5 – Variations sur un thème favori de Hændel: «God Save The Queen»
- Op. 6 – Rondo brillant sur un motif de Sémiramis.
- Op. 7 – Le Départ pour les champs. (1825?)
- Op. 8 – Rondo sur la valse de Robin des Bois. (1821 or after)
- Op. 9 – Rondo-valse.
- Op. 10 – Les Cloches.
- Op. 11 – Fantaisie et variations sur une canzonetta italienne de Righini.
- Op. 12 – Duo concertant pour piano et violon. (1825-1827)
- Op. 13 – Troix Rondeaux pour piano: No.1 (1825-1827)
- Op. 14 – Variations concertantes pour piano et violon.
- Op. 15 – Variations et Rondeau brillant. (1825-1828)
- Op. 16 – Variations pour piano et violon.
- Op. 17 – Caprice en forme de valse. (1825-1828)
- Op. 18 – Polonaise brillante, avec accompagnement d'orchestre. (1827-1829)
- Op. 19 – Variations pour piano, sur l'air: Do, do, l'enfant do. (1827-1829)
- Op. 20 – L'Inquiétude. (1827-1829)
- Op. 21 – Adagio, Variations et Polonaise, sur un thème favori de Carafa. (1827-1829)
- Op. 22 – Les Matelots. (1827-1829)
- Op. 23 – Thème original. (1827-1829)
- Op. 24 – Variations brillantes sur la barcarolle favorite de la Muette de Portici. (1827-1829)
- Op. 25 – Grandes Variations sur la marche de Moïse. (1829?)
- Op. 26 – Troix Rondeaux pour piano: No.2 (1827-1829)
- Op. 27 – Troix Rondeaux pour piano: No.3 (1827-1829)
- Op. 28 – Variations brillantes sur la romance des Deux Nuits. (1829 or after)
- Op. 29 – Rondino varié. (1829 or after)
- Op. 30 – Sur l'eau qui te balance. (ca. 1829)
- Op. 31 – Aïgues Caoutes. (ca. 1831-1832)
- Op. 32 – Variations brillantes sur la Marche du Tournoi de Robert le Diable. (ca. 1832)
- Op. 33 – Souvenirs de madame Cinti-Damoreau.
- Op. 34 – Fantaisie et Variations sur le trio du Pré aux Clercs. (ca. 1832)
- Op. 35 – Rondo brillant sur La tentation. (ca. 1832)
- Op. 36 – Les Fleurs de Cinti. (1832-1833)
- Op. 37 – Souvenir de Montagnes. (ca. 1833)
- Op. 38 – Mélodies de G. Meyerbeer.
- Op. 39 – Bonheur de se revoir. (ca. 1833-1834)
- Op. 40 – Bravo! Bravo! (ca. 1833-1834)
- Op. 41 – La Folle. (ca. 1835)
- Op. 42 – Grande fantaisie sur La Juive. (ca. 1836)
- Op. 43 – Variations de concert pour piano, sur un thème italien. (ca. 1836-1839)
- Op. 44 – Fantaisie et variations brillantes pour piano, sur les coplets en trio et la sérénade de Marguerite. (ca. 1836-1839)
- Op. 45 – Grande fantaisie sur une mazurka de Chopin. (ca. 1838-1839)
- Op. 46 – Grande Valse. (ca. 1836-1840)
- Op. 47 – 2 Mélodies.
- Op. 48 – Romance de Guedron.
- Op. 49 – Les Travailleurs français.
- Op. 50 – Fantaisie et variations de concert sur l'air de Marlborough.
- Op. 51 – Divertissement.
- Op. 52 – Grande Valse.
- Op. 53 – Pauvre Jeannette!.
- Op. 54 – Pavane variée.
- Op. 55 – Caprice-valse.
- Op. 56 – Caprice à la hongroise.
- Op. 57 – Variations brillantes sur l'air du Tra la la. (1849)
- Op. 58 – Souvenirs de Normandie. (1855?)
- Op. 59 – Première messe solennelle.
- Op. 60 – Ballade. (1853?)
- Op. 61 – Caprice-Mazurek. (1853)
- Op. 62 – Idylle.
- Op. 63 – Grandes études pour piano en 60 caprices caractéristiques, dans le style libre et dans le style sévère. (1855)
- Op. 64 – Cantilènes concertantes en duo.
- Op. 65 – Grand Caprice concertant sur Robert le Diable.
- Op. 66 – La Brigantine.
- Op. 67 – Le Retour de la Chasse.
- Op. 68 – Grande fantaisie historique sur des airs français des seizième et dix-septième siècles.
- Op. 69 – Grande fantaisie concertante sur la ballade de Preciosa.
- Op. 70 – Trois valses caractéristiques. (1857-1859)
- Op. 71 – Addio. (1859)
- Op. 72 – Boléro. (1859)
- Op. 73 – Eleganza. (1859)
- Op. 74 – Grazia. (1859)
- Op. 75 – Leggerezza. (1859)
- Op. 76 – Prière.
- Op. 77 – Canzonetta.
- Op. 78 – Idylle.
- Op. 79 – Marche hongroise.
- Op. 80 – Berceuse.
- Op. 81 – La Neige des Alpes.
- Op. 82 – Messe du Dumont.
- Op. 83 – 24 Transcriptions concertantes. (1861-1874)
- Op. 84 – Romance-étude.
- Op. 85 – Inquiétude.
- Op. 86 – Les Travestissements.
- Op. 87 – Une Chanson d'autrefois.
- Op. 88 – Au bord de la Mer.
- Op. 89 – Les Refrains oubliés. (1861-1867)
- Op. 90 – Trois élévations.
- Op. 91 – Offertoire.
- Op. 92 – Les Blés et Veille de Bataille.
- Op. 93 – Deuxième messe.
- Op. 94 – Entr'acte-Gavotte de Mignon.
- Op. 95 – Le Rappel. (1867)
- Op. 96 – Berceuse sur une mélodie de Frédéric Deschamps. (1867)
- Op. 97 – La Kermesse.
- Op. 98 – Cantate chorale.
- Op. 99 – Sonate élégiaque. (1870)
- Op. 100 – Le Départ des Pèlerins. (1872)
- Op. 101 – Souvenir de la Bastide. (1872)
- Op. 102 – Grand trio.
- Op. 103 – 10 Mélodies.
- Op. 104 – Hymne du Matin. (1876?)
- Op. 105 – Hymne de la Nuit. (1876?)
- Op. 106 – Première nocturne.
- Op. 107 – Deuxième nocturne.
- Op. 108 – Helvetia.
- Op. 109 – Humoresque.
- Op. 110 – Marine.
- Op. 111 – Rêve.
- Op. 112 – Scherzo-valse.
- Op. 113 – A la Veillée.
- Op. 114 – Alla Monferine.
- Op. 115 – Sur la Plage.
- Op. 116 – Alla Pollaca.
- Op. 117 – Dans la Forêt.
- Op. 118 – Alla Francesse.
- Opus posthumous
  - Son doux Nom!
  - La Flûte Enchantée.
  - Il Trovatore (Miserere)
  - Il Trovatore (duettino)
  - Rigoletto.
  - Le Premier Jour de Bonheur.
  - La Traviata (largo du finale)
  - La Reine de Saba.
  - 3 Mélodies célèbres de François Schubert.
  - Élégie pour piano.
  - 2 Points d'orgue ajoutés au Concerto (No. 17) en mi bemol pour 2 pianos, de Mozart.
  - Concerto for two pianos.
  - String Quartet in D major. (1877)
  - Ave Maria.
  - Sonate.
  - Grand Concerto symphonique.
  - Marche solennelle.
  - Concertino militaire.
  - Le même.
  - Mélodie irlandaise variée.
  - Corinne.
  - O Salutaris.
  - Virgineis titulis.
  - Andante du premier concerto de Mendelssohn.
  - Adagio du concerto en si mineur, Op. 89, de Hummel.
  - Troisième nocturne.
  - L'enfant.